# Damián Alonso
Damián Alonso Alonso (22 de agosto de 1982) es un deportista español que compitió en remo. Ganó una medalla de oro en el Campeonato Mundial de Remo en Sala de 2020, en la prueba de ligero 500 m.

## Palmarés internacional
| Campeonato Mundial | Campeonato Mundial | Campeonato Mundial | Campeonato Mundial |
| Año                | Lugar              | Medalla            | Prueba             |
| ------------------ | ------------------ | ------------------ | ------------------ |
| 2020               | París (Francia)    | Medalla de oro     | Ligero 500 m       |